# Bathylaimus cobbi
Bathylaimus cobbi är en rundmaskart som beskrevs av Nikolai Nikolaievich Filipjev 1922. Bathylaimus cobbi ingår i släktet Bathylaimus och familjen Tripyloididae. Inga underarter finns listade i Catalogue of Life.